# روبین لود
روبین لود (فنلاندی: Robin Lod؛ زادهٔ ۱۷ آوریل ۱۹۹۳) بازیکن فوتبال اهل فنلاند است.
از باشگاه‌هایی که در آن بازی کرده‌است می‌توان به باشگاه فوتبال هلسینکی، باشگاه فوتبال اسپورتینگ خیخون، باشگاه فوتبال مینه‌سوتا یونایتد، و باشگاه فوتبال پاناتینایکوس اشاره کرد.
او همچنین در تیم‌های ملی فوتبال زیر ۱۸ سال فنلاند، زیر ۲۱ سال فنلاند، و فنلاند بازی کرده‌است.